# Омиладе-Келлер, Навина
Навина Омиладе-Келлер (нем. Navina Omilade-Keller, 3 ноября 1981), в девичестве Навина Омиладе (нем. Navina Omilade) — немецкая футболистка, выступавшая на позиции полузащитника. Выступала за сборную Германии. Двукратный чемпион Европы (2001, 2005), бронзовый призёр летних Олимпийских игр (2004).

## Карьера

### Клубная
Навина Омиладе начала свою карьеру в 1987 году. До 13 лет она выступала за «Рот-Вайсс Хоксштейн» в команде с мальчиками. В 1994 году перешла в женский футбольный клуб «Мёнхенгладбах». В дальнейшем выступала за «Браувайлер». В 2002 году Омиладе заключила контракт с клубом Первой Бундеслиги «Турбине», в составе которого стала обладателем кубка УЕФА (2004/05), двукратным чемпионом Германии (2003/04, 2005/06) и трёхкратным обладателем кубка Германии (2003/04, 2004/05, 2005/06). Летом 2007 года перешла в «Вольфсбург», завоевав с командой звания победителя Лиги чемпионов УЕФА (2012/13), чемпиона Германии (2012/13) и обладателя кубка Германии (2012/13). 30 мая 2013 года завершила свою профессиональную карьеру.

### В сборной
10 мая 2001 года дебютировала в составе основной национальной сборной в матче против Италии. За время своей карьеры в сборной не забила ни одного гола. Последний матч провела 22 мая 2010 года против США. В составе сборной стала бронзовым призёром Олимпийских игр (2004), двукратным чемпионом Европы (2001, 2005).

## Достижения

### Клубные

#### «Турбине»
- Кубок УЕФА: победитель (1) 2004/05
- Чемпионат Германии: чемпион (2) 2003/04, 2005/06
- Кубок Германии: победитель (3) 2003/04, 2004/05, 2005/06

#### «Вольфсбург»
- Лига чемпионов УЕФА: победитель (1) 2012/13
- Чемпионат Германии: чемпион (1) 2012/13
- Кубок Германии: победитель (1) 2012/13

### В сборной
- Олимпийские игры: бронзовый призёр (1) 2004
- Чемпионат Европы: победитель (2) 2001, 2005

## Личная жизнь
В декабре 2012 года вышла замуж за немецкого хоккеиста на траве, олимпийского чемпиона 2008 года Флориана Келлера. После свадьбы взяла взяла двойную фамилию Омиладе-Келлер.